# 미가공 데이터

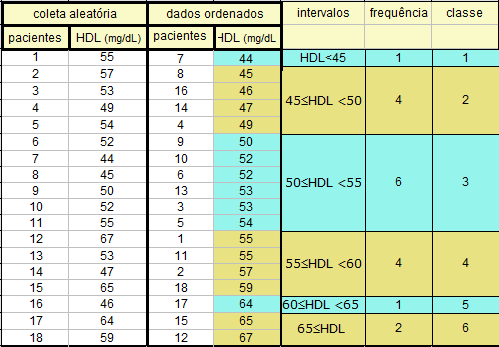

미가공 데이터, 원자료(raw data), 1차 데이터(primary data)는 원본에서 수집한 데이터(예: 숫자, 수치 등)이다. 시험 문맥에서 미가공 데이터는 원점수(原點數, raw score)로 기술할 수 있다.
점수의 거점을 두지 않고, 어떤 검사에서 나온 그대로의 점수를 말한다. 객관형 문항 150개를 만들었다면 채점시 문항당 1점씩 하여 150점 만점으로 한다든지 논문형 3문항을 각 문항당 30점씩 하여 90점 만점으로 하는 등의 경우다.

## 같이 보기
- 표준 점수